# Karun (jezero)
Jezero Karun (arabsko بحيرة القرعون, latinizirano: Buḥayrat al-Qara‘ūn) je umetno jezero ali rezervoar v južni regiji doline Beka v Libanonu. Ustvarjen je bil v bližini vasi Qaraoun leta 1959 z izgradnjo 61 m visokega betonskega jezu iz kamnitih nasipov (največji jez v Libanonu) v srednjem toku reke Litani (najdaljša reka v Libanonu). Rezervoar je bil uporabljen za proizvodnjo hidroelektrarn (190 MW), gospodinjsko oskrbo z vodo in za namakanje 27.500 ha.
Letni površinski pretok vode v reki Litani, ki jo prejme jezero Karun, je 420×106 m³. Ta pretok se uporablja za proizvodnjo hidroelektrične energije 600 GWh v treh hidroelektrarnah v Markabi, Awali in Junu s skupno instalirano močjo 190 MW. Med sušno sezono se 30 × 106 m³ vode preusmeri iz elektrarne Markaba za potrebe projekta namakanja Kassmieh.
Jezero je življenjski prostor za okoli 20.000 ptic selivk, ki ga letno obiščejo.

## Geografija
Zgornji tok reke Litani, kjer je bilo umetno jezero ali akumulacija ustvarjeno z jezom na nadmorski višini približno 800 m, je v celinski regiji doline Beka, katere nadmorska višina je na splošno med 650–1600 m, z gorskimi vrhovi, ki se dvigajo do 3090 m.
Reka Litani odmaka južni del ravnic doline Beka (nadaljevanje Jordanskega tektonskega jarka), prečka južno obrobje Libanonskega gorovja in se izliva v morje severno od Tira, potem ko je prepotovala dolžino > 140 km v celoti v Libanonu. Hidrografski sistem Libanona, ki ga sestavlja 40 glavnih tokov, je razdeljen na pet regij, ki vključuje porečje reke Litani, ki ga tvorita reka Litani v njenem vzhodnem in južnem delu, pri čemer se reka izliva v morje na jugozahodnem koncu. Porečje ima skupno 2120 km², kar tvori 20 % površine države, s približno 1600 km², ki jih prestreže jezero Karun z jezom El Qaroun za zagotavljanje različnih koristi. Umetno jezero je ustvarjeno čez reko Litani v njenem srednjem toku. Reka Litani je najdaljša reka v Libanonu na južnem koncu doline Beka.
Reka Litani, ki v celoti leži na ozemlju Libanona, izvira v bližini zgodovinskega mesta Baalbek (danes je mesto komaj opazno zaradi visoke stopnje črpanja vode na tem območju za črpanje in razvoj starodavnega mesta) in teče okoli 140 km, preden se izliva v Sredozemsko morje. Je eden od 40 glavnih tokov v Libanonu in je najdaljši od izvira do Sredozemskega morja.
Zemljišča na obrobju akumulacije sestavljajo kmetijska zemljišča na vzhodni strani, kjer se nahajajo poljščine in oljčni nasadi. Opažena je tudi paša ovac in koz. Na strmem pobočju zahodnega obrobja jezera so sadni nasadi in pašniki za pašo.

### Geologija
Geološko formacijo na osi zajezitve in akumulacije sestavljajo apnenec, kredasti lapor in aluvialni nanosi s polkraškimi in kraškimi apnenci tako gorvodno od območja akumulacije kot vzdolž osi jezu. Lapor na območju akumulacije ima nizko prepustnost.

### Podnebje
Podnebje v porečju akumulacije je celinsko, 90 % padavin pade med novembrom in aprilom, največ padavin pa januarja. Sneženje se pojavi na nadmorski višini nad 1500 m. Pojavnost padavin v dolini Beka, ki se prostorsko in časovno zelo spreminja, je letno povprečje 1500 mm v goratem območju zgornje doline do najnižjih 700 mm na jugu v obalnem regiji. Vendar pa je povprečna letna količina padavin 800 mm na povodju približno 1600 km² na zbiralniku, ki je pritrjen na jezu.

## Vodni viri in hidroelektrarne
Glede na študije vodne bilance, izvedene za reko Litani, je bil skupni dotok reke na lokaciji rezervoarja ocenjen na 1280 × 106 m³ na leto, od česar se 60 % upošteva za obnavljanje vodonosnika in evapotranspiracija. Od bilance 500 × 106 m³ na leto površinske vode, se 80 × 106 m³ na leto porabi za različne namene s črpanjem, preden tok doseže jez. Tako je v akumulaciji na voljo pretok 420 × 106 m³ v povprečnem letu (35-letni povprečni pretoki iz 1920-ih). Vendar pa lahko v sušnih letih pretok doseže najnižjo vrednost 320 × 106 m³, kot je bilo zabeleženo v letih 1972–73). Na podlagi podatkov o padavinah bi lahko skupni letni pretok znašal kar 320 × 106 m³. Povprečni letni pretok, prejet v akumulacijo, se uporabi skozi jez, ustvarjen na mestu, in ga preusmeri skozi vrsto predorov in ribnikov za proizvodnjo 600 GWh energije v treh hidroelektrarnah (190 MW ali 250.000 KM skupne instalirane moči), ki so Markaba, Awali in DŽun. Načrtovanje, izvedeno v petdesetih letih prejšnjega stoletja v času gradnje jezu in rezervoarja Karun, je predvidevalo uporabo 800 m višine, ki je bila na voljo med jezom in Sredozemskim morjem prek treh elektrarn. Rečni iztok na koncu kaskade elektrarn je zdaj 30 km severno od prvotnega izliva. Uporablja se tudi za zagotavljanje koristi namakanja s preusmeritvijo 30 × 106 m³ vode na leto iz kanala elektrarne Markaba za projekt namakanja Kassmieh.
Hidroelektrarna Ibrahim Abdel Al je v Markabi v provinci Beka, 11 km stran od jezera in na 660 m nad morsko gladino. Zgrajena je bila leta 1962. Je prva od treh hidroelektrarn, ki proizvajajo energijo iz vode jezera Karun. Skupna moč postaje Ibrahim Abdel Al je 36 MW, ki jo proizvedeta dve enoti za proizvodnjo električne energije.
Hidroelektrarna Paul Arcache je največja hidroelektrarna v Libanonu s skupno močjo 108 MW. Je v Al-Awwali blizu reke Awali 228,5 m nad morsko gladino. Zgrajena je bila leta 1965. Črpa vodo tudi iz jezera Karun, potem ko pride iz elektrarne Abdel Al skozi 17 km dolg predor, kjer se združi z vodo iz različnih izvirov in potokov, kot sta Ain el Zarqa in Nahr. el Cheta. Predor prečka Jabal Niha-Jezzine v porečje Anane, ki je nad obratom na 630 m nadmorske višine.
Hidroelektrarna Charles Helou je začela delovati leta 1968 in je v Džounu na bregu reke Awali 32 m nad morsko gladino. Obrat uporablja vodo, ki pada s 194 m nadmorske višine iz porečja Awali, ki je na spodnjem koncu elektrarne Paul Arcache. Bazen zajema vodo, ki se izpušča iz obrata Paul Arcache in iz reke Bisri.
Zaradi tega razvoja je bil hidrološki režim reke Litani razdeljen na dve coni. Kotlina nad jezerom je znana kot Zgornji Litanski bazen (ULB), tisti pod jezerom pa se imenuje Litanski spodnji tok.

## Rezervoar
Rezervoar ali jezero Karun, ki ga je ustvaril jez Qaroun na reki Litani, ima površino 11,9 km². Je največje umetno jezero v Libanonu, in je v južnem delu rodovitne doline Beka, s skupno kapaciteto približno 220 × 106 m³ in učinkovitim skladiščenjem (živo skladiščenje) 160 × 106 m³. Proizvodnja električne energije je glavna prednost, ki izpolnjuje približno 7–10 % potreb po električni energiji v Libanonu. Vendar pa shranjena voda zagotavlja tudi koristi namakanja s pretoki 140 × 106 m³, saj se v južnem Libanonu porabi 110 milijonov kubičnih metrov in v Beki 30 milijonov kubičnih metrov, medtem ko se 20 × 106 m³ uporablja za gospodinjsko oskrbo z vodo v južnem Libanonu. Nadzorovano delovanje zadrževalnika zagotavlja tudi koristi pri nadzoru poplav in preprečevanju poplavljanja na območju približno 1500 ha.
V letih 1999–2000 sta Ministrstvo za okolje in Uprava reke Litani raziskala kakovost vode rezervoarja na 16 mestih vzorčenja na reki in njenih pritokih kot del vaje za razvoj načrta upravljanja za reko Litani in porečje jezera Karun. Ugotovljeno je bilo, da se sedem kanalizacijskih omrežij izteka neposredno v reko. Neočiščena odplaka iz mest Baalbek, Houch el Rafqa, Qaa er Rim, Zahle, Chtoura, Qabb Elias, Bar Elias, Džoub Džannine in Qaraoun se steka v reko Litani ali njene pritoke, poleg industrijskih odplak številnih tovarn, povezanih s proizvodnjo sladkorja, drobilniki papirja, svinca, apnenca, kmetijska industrija in tudi iz perutninskih farm, usnjarn in klavnic. Onesnaženje je razvidno iz visokih zabeleženih vrednosti BPK5 (79 mg/L) in nitratov (1,7 mg/L) v reki Litani.
Vegetacijo na obrobju jezera sestavljajo gozdovi, sadovnjaki in nizko rastoče grmičevje. Med nihanjem nivoja vode v jezeru, ker se shranjena voda uporablja za različne koristne namene, ni bilo opaziti potopljene ali vznikle vegetacije. Ko je gladina vode v jezeru najnižja, je bilo opaziti stepsko pobočje z nizko vegetacijo skalnatega prodnatega terena, kjer so vidne jate škrjancev.
Območje akumulacije je zelo pomemben življenjski prostor za ptice, saj je bilo opaženih 20.000 ptic selivk roparic, štorkelj, pelikanov in drugih vrst. Med opaženimi vrstami so nekatere varstveno zaskrbljujoče, kot na primer raca kostanjevka (Aythya nyroca), stepski lunj  (Circus macrourus), veliki klinkač (Aquila clanga), kraljevi orel (Aquila heliaca) in stepska priba (Vanellus gregarius) in so na rdečem seznamu IUCN iz leta 2008.

## Jez El Qaroun
Jez Qauroun, zgrajen v srednjem toku reke Litani, je ustvaril umetno jezero na (33°34′21″N 35°41′51″E / 33.57250°N 35.69750°E) z vodno površino 1190 ha. Je približno 70 km dolvodno od zgodovinskega mesta Baalbek. Jez so načrtovali od leta 1964. Vas Qaraoun je prenesla zemljišče v velikosti 760 ha za gradnjo jezu. Jez, ki je ustvaril umetno jezero ali akumulacijo, je največji jez, zgrajen v Libanonu za večnamensko uporabo hidroelektrarne (190 MW), namakanje 28.500 ha in oskrbo s pitno vodo. To je jez s kamnitim nasipom (CFRD) z betonsko oblogo, visok 61 m, zgrajen z vrhom na nadmorski višini 801 m, z dolžino jezu 1090 m, nad kraškimi apnenčastimi formacijami. Zmogljivost rezervoarja je 220 × 106 m³ pri največji nadmorski višini vodostaja 858 m. Visoka poplavna raven (HFL) v rezervoarju je 862 m), kjer je površina jezera 12,6 km². Povprečni nivo vode za proizvodnjo električne energije je 835 m, z najnižjo gladino ali najmanjšo gladino črpanja 827 m.
Gorvodna stena jezu je betonska stena površine 47.000 m², pri čemer debelina betonske stene variira od 50 cm na dnu do 30 cm na vrhu. Pretočno polje jezu je zasnovano za dotok poplavnega pretoka 450 × 106 m³. Zmogljivost rezervoarja je 220 × 106 m³ pri največji nadmorski višini ribnika 858 m.

## Prihodnji razvoj
Predlaga se, da se jezerska voda vključi v shemo črpalnega skladiščenja, načrtovano v okviru Jezero Qaraoun-Marj et Taouil: projekt. Načrt je, da se voda, shranjena v tem rezervoarju, uporabi za črpanje v zgornji rezervoar, s 50,6 m visokim jezom pri najvišjem nivoju vode 1679 m za shranjevanje vode, črpane iz jezera Karun oz. rezervoarja), da bi povečali proizvodnjo električne energije v dnevnem obdobju revščine (izven konic) proizvodnje električne energije, ko je obremenitev nizka. Pri tem načinu proizvodnje bo črpanje zahtevalo 560 MW, kar bi povzročilo proizvodnjo 388 MW moči.

## Arheologija
Arheološko najdišče Ain Džaouze gleda na jezero Karun ob vznožju Džebel Baruka zahodno od ceste iz Chtaure v Jezzine. Jezuitski arheolog Auguste Bergy je s površja tega najdišča zbiral kremen, za katerega se domneva, da je podoben tistim iz kasnejšega neolitskega Biblosa.